# Коэффициент запаса
Коэффициент запаса — величина, показывающая способность конструкции выдерживать прилагаемые к ней нагрузки выше расчётных. Наличие запаса прочности обеспечивает дополнительную надёжность конструкции, чтобы избежать повреждений и разрушения в случае возможных ошибок проектирования, изготовления или эксплуатации.
Общая формула для коэффициента запаса имеет вид:
{\displaystyle n={\frac {S}{T}}}
где {\displaystyle S} — предельно допустимое значение рассматриваемой величины (силы, напряжения, перемещения и т. д.); Величина получена при механических испытаниях материала.
{\displaystyle T} — расчетное значение этой величины.
Величина выбирается в соответствии с критерием работоспособности конструкции.
Критерий работоспособности выполняется, если
{\displaystyle n>\left[n\right]},
где {\displaystyle \left[n\right]} — минимально допустимый коэффициент запаса.
Строгих методов для выбора допустимых коэффициентов запаса не существует, поскольку коэффициент является мерой незнания всех факторов, влияющих на работу конструкции. Выбор производится на основе опыта эксплуатации аналогичных конструкций. В каждой отрасли промышленности существуют собственные нормативы, определяющие допустимые коэффициенты запаса. Наименьшие коэффициенты используются в аэрокосмической отрасли, в силу жестких требований к весу конструкции. Очень большие запасы (порядка 4...6) используются для грузоподъёмного оборудования, в особенности для перевозящего людей (для троса пассажирского лифта коэффициент достигает 10).
В западной литературе также используются связанные величины:
- {\displaystyle s=n-1} (margin of safety);
- {\displaystyle RF={\frac {1}{n}}} (reverse factor).

## В механике

### В зависимости от критериев работоспособности
В механике используются следующие критерии работоспособности:
- Прочность:
  - По допускаемым напряжениям;
  - По предельным нагрузкам;
- Деформативность;
- Устойчивость формы:
  - Общая;
  - Местная;
- Устойчивость положения:
  - Устойчивость к скольжению;
  - Устойчивость к опрокидыванию;
- Воздействие на другие конструкции;
- Выполнение функции.

Рассмотрим расчет коэффициента запаса для каждого из этих критериев.

#### Прочность
При расчете на прочность по допускаемым напряжениям коэффициент запаса вычисляется по следующей формуле:
{\displaystyle n={\frac {R_{c}}{R_{max}}}}
где {\displaystyle R_{max}} - максимальное напряжение в объёме тела;
{\displaystyle R_{c}} - допустимое напряжение.
В качестве максимального напряжения могут приниматься:
- Нормальное напряжение;
- Касательное напряжение;
- Эквивалентное напряжение.

В качестве допустимого напряжения могут приниматься: 
- Предел текучести,
- Предел прочности (временное сопротивление),
- Предел длительной прочности,
- Предел ползучести.

При этом, экспериментально полученные значения допустимых напряжений могут умножаться на поправочные коэффициенты, зависящие от различных факторов. Так, при расчетах оборудования космических комплексов по требованиям ГОСТ Р 51282-99 вводится коэффициент {\displaystyle K_{sp}}, зависящий от характера напряженного состояния (изгиб тонких сечений, изгиб массивных сечений, смятие и т. д.).
При расчете на прочность по предельным нагрузкам коэффициент запаса вычисляется по формуле:
{\displaystyle n={\frac {R_{c}}{R_{max}}}}
где {\displaystyle R_{max}} - расчетная нагрузка;
{\displaystyle R_{c}} - критическая нагрузка, приводящая к нарушению работоспособности конструкции (предельному состоянию). Так, при расчете балок на изгиб в пластической области в качестве {\displaystyle R_{c}} принимается нагрузка, соответствующая переходу какого-либо сечения в пластическое состояние (пластический шарнир).
Допустимый коэффициент запаса при расчете на прочность может зависеть от следующих факторов:
- Критичность поломки конструкции;
- Соотношение между временным сопротивлением и пределом текучести. Чем они ближе, тем больше должен быть запас;
- Наличие упрочняющей термообработки и степень контроля её качества. При наличии термообработки допускаемые напряжения возрастают, однако возрастает и их разброс в зависимости от качества выполнения обработки;
- Учет отклонений нагрузки в неблагоприятную сторону.

#### Устойчивость формы
Коэффициент запаса вычисляют по формуле:
{\displaystyle n={\frac {P_{cr}}{P}}}
где {\displaystyle P} - расчетная нагрузка;
{\displaystyle P_{cr}} - нагрузка, соответствующая потере устойчивости либо появлению возможности существования новых форм равновесия системы.
При действии нескольких нагрузок (сил, моментов, давлений и т. д.) {\displaystyle P_{1},P_{2},...P_{k}} в качестве {\displaystyle n} принимается наименьшее число, такое, что при одновременном приложении нагрузок {\displaystyle n\cdot P_{1},n\cdot P_{2},...n\cdot P_{k}} возможна потеря устойчивости.

#### Деформативность
Коэффициент запаса деформативности вычисляется по формулам:
{\displaystyle n_{d}={\frac {[\Delta ]}{\Delta _{e}}}} или {\displaystyle n_{d}={\frac {[\Theta ]}{\Theta _{e}}}}
где {\displaystyle [\Delta ],[\Theta ]} - допустимые смещения и углы поворота соответственно;
{\displaystyle \Delta _{e},\Theta _{e}} - перемещения и углы поворота в расчетной точке.

#### Устойчивость положения
При расчете на устойчивость от опрокидывания коэффициент запаса вычисляется по формуле:
{\displaystyle n={\frac {M_{v}}{M_{o}}}}
где {\displaystyle M_{v}} - восстанавливающий момент относительного заданного ребра опрокидывания, {\displaystyle M_{o}} - опрокидывающий момент относительно этого ребра.
При расчете на устойчивость от проскальзывания коэффициент запаса вычисляется по формуле:
{\displaystyle n={\frac {P_{sc}}{P_{sdv}}}}
где {\displaystyle P_{sc}} - равнодействующая сил сцепления в данной плоскости скольжения, {\displaystyle P_{sdv}} - равнодействующая сдвигающих сил в этой плоскости.
Для сцепления автомобиля вычисляется коэффициент запаса сцепления:
{\displaystyle n_{sc}={\frac {M_{tr}}{M_{kr}}}}
где {\displaystyle M_{tr}} - момент сил трения в сцеплении;
{\displaystyle M_{kr}} - максимальный крутящий момент на валу.

#### Воздействие на другие конструкции
Может производиться расчет по непревышению:
- Ускорений;
- Нагрузок (сил, моментов);
- Удельных давлений;
- Перемещений.

К примеру, могут нормироваться допустимые силы и моменты, действующие на корпус ракеты при транспортировке со стороны транспортного агрегата. При исследовании динамики автомобиля нормируются виброускорения, действующие на водителя.

#### Выполнение функции
Для гидроцилиндров существует понятие коэффициента запаса по усилию как отношения развиваемой цилиндром нагрузки {\displaystyle N} к внешней нагрузке {\displaystyle R}:
{\displaystyle n={\frac {N}{R}}}

### В зависимости от условий работы
В зависимости от типа конструкции, критичности её поломки расчет может производиться для различных условий:
- Рабочие;
- Предельные;
- Аварийные;
- Условия испытаний;
- Условия монтажа;

Условия работы влияют на выбор расчетных нагрузок и допустимых коэффициентов запаса.

## В светотехнике
При расчете систем освещения коэффициентом запаса {\displaystyle K_{\text{3}}} называется коэффициент, учитывающий снижение КЕО и освещенности в процессе эксплуатации вследствие загрязнения и старения светопрозрачных заполнений в световых проемах, источников света (ламп) и светильников, а также снижение отражающих свойств поверхностей помещения.

## Нормативные документы
В этом разделе приведены нормативные документы, регламентирующие расчет и выбор допустимого коэффициента запаса для различных конструкций.
| Тип конструкции                                              | Нормативные документы                             | Нормативные документы                | Нормативные документы      |
| Тип конструкции                                              | Россия                                            | США                                  | Евросоюз                   |
| ------------------------------------------------------------ | ------------------------------------------------- | ------------------------------------ | -------------------------- |
| Сосуды работающие под давлением                              | ГОСТ Р 52857.1-2007, ГОСТ 14249-89, ГОСТ 25215-82 | ASME Boiler and Pressure Vessel Code | Директива 2014/68/EU (PED) |
| Наземное оборудование ракетно-космических комплексов         | ГОСТ Р 51282-99                                   |                                      |                            |
| Трубопроводы и оборудование атомных энергетических установок | ПНАЭ Г-7-002-86                                   | ASME Boiler and Pressure Vessel Code |                            |
| Зубчатые передачи                                            | ГОСТ 21354-87                                     |                                      |                            |
| Котлы и трубопроводы пара и горячей воды                     | РД 10-249-98                                      | ASME Boiler and Pressure Vessel Code |                            |